# Patatine
Le patatine sono, nell'accezione più comune, le patate tagliate a fettine circolari o a bastoncino, oppure composte di pasta di patate a volte montata variamente di aria. Le patatine sono destinate poi ad essere fritte o cotte in forno ad alta temperatura, in genere con getti d'aria calda

## Terminologia
In italiano l'originario significato del termine patatina è quello di diminutivo di patata e indica quindi una patata di ridotte dimensioni, come per esempio le patate novelle. Nel suo uso più comune tuttavia la parola indica ciascuna delle fettine sottilissime di patata, fritte e croccanti, prodotte industrialmente e vendute in pacchetti sigillati.
In inglese americano le patatine vengono chiamate chips, un termine a volte utilizzato anche in italiano, mentre in inglese britannico si chiamano crisps e con chips si indicano invece le patate fritte, ad esempio quelle che assieme al merluzzo impastellato compongono il fish and chips.

## Storia
Le prime ricette per la preparazione casalinga di sottili fettine di patate (shavings) apparvero sui libri di cucina nordamericani a partire dal 1824. Le chips di patate iniziarono a diventare popolari nella ristorazione verso la fine del XIX secolo. La loro commercializzazione come snack invece stentò a decollare per le carenze qualitative dei sistemi di impacchettamento allora disponibili. A partire dal 1933 però la "Dixie Wax Paper Company" introdusse i primi pacchetti incerati, ovvero a prova di unto. Questo, oltre che migliorare di molto la conservabilità del contenuto, consentì ai produttori di stampare sulla parte esterna del sacchetto il proprio logo e altre informazioni, così che questa modalità di confezionamento divenne presto lo standard mondiale per la commercializzazione degli snack salati. La popolarità delle patatine fritte in sacchetto crebbe rapidamente nel periodo a cavallo della seconda guerra mondiale; negli anni Sessanta poi alle patatine ricavate direttamente affettando i tuberi si affiancarono quelle ricostruite a partire da fiocchi di patata.

## Preparazione

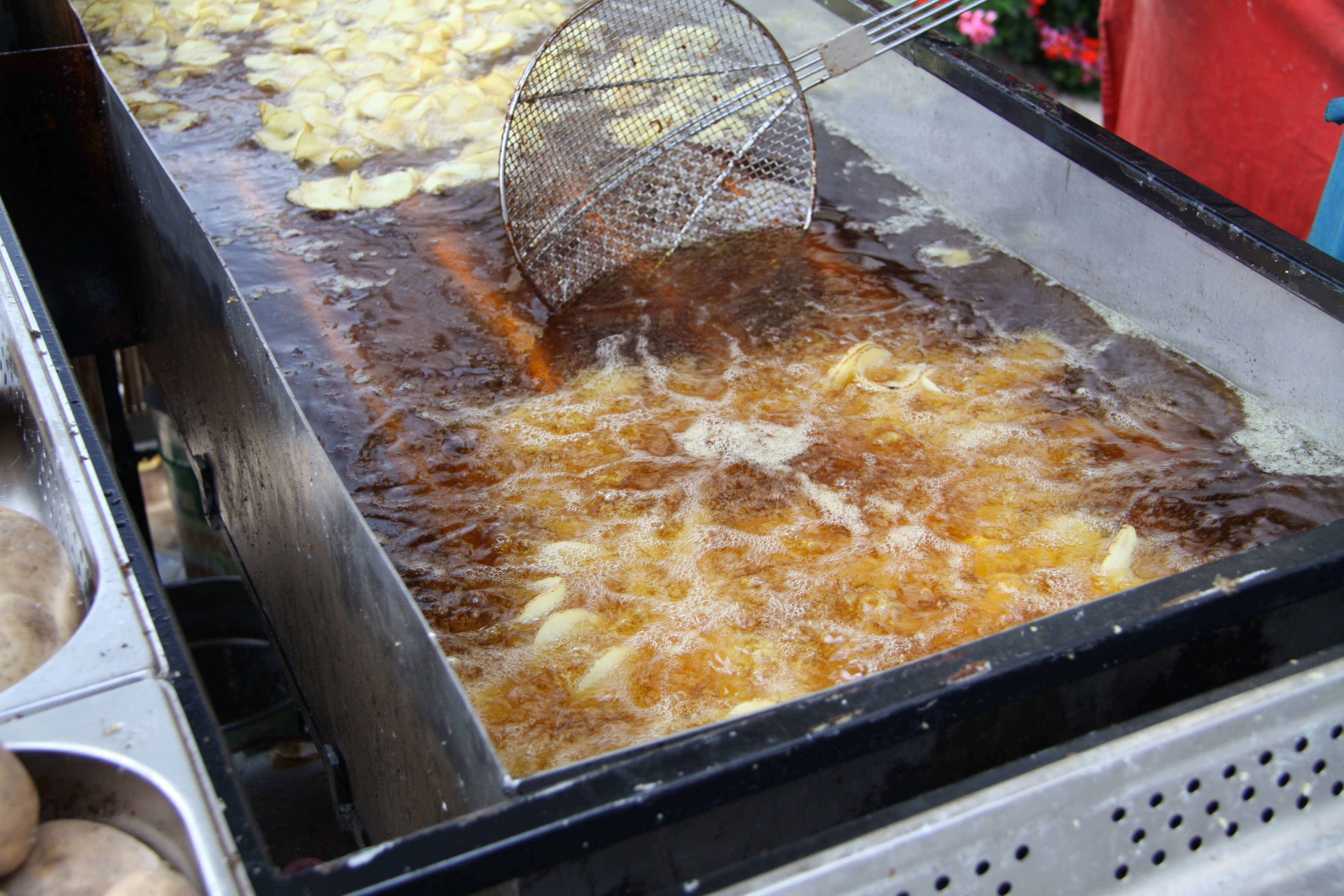
Friggitrice per la preparazione di patatine

Le patate vengono lavate, tagliate in fettine sottili, poi sciacquate per liberarle dall'amido in eccesso e asciugate. Vengono poi fatte friggere in abbondante olio per circa cinque minuti, assorbendo poi l'eccesso d'olio su carta assorbente prima di salarle e di servirle.
Nella lavorazione industriale particolarmente importante è la successiva fase di confezionamento, in sacchetti impermeabili all'aria e all'umidità spesso riempiti di un gas inerte, che garantisce la conservazione del prodotto fino alla vendita. Esistono varie varianti del metodo di preparazione. Una piuttosto significativa è la rimozione o meno della buccia della patata prima della cottura. La presenza della buccia riduce l'indice glicemico del prodotto finito.

## Valori nutrizionali

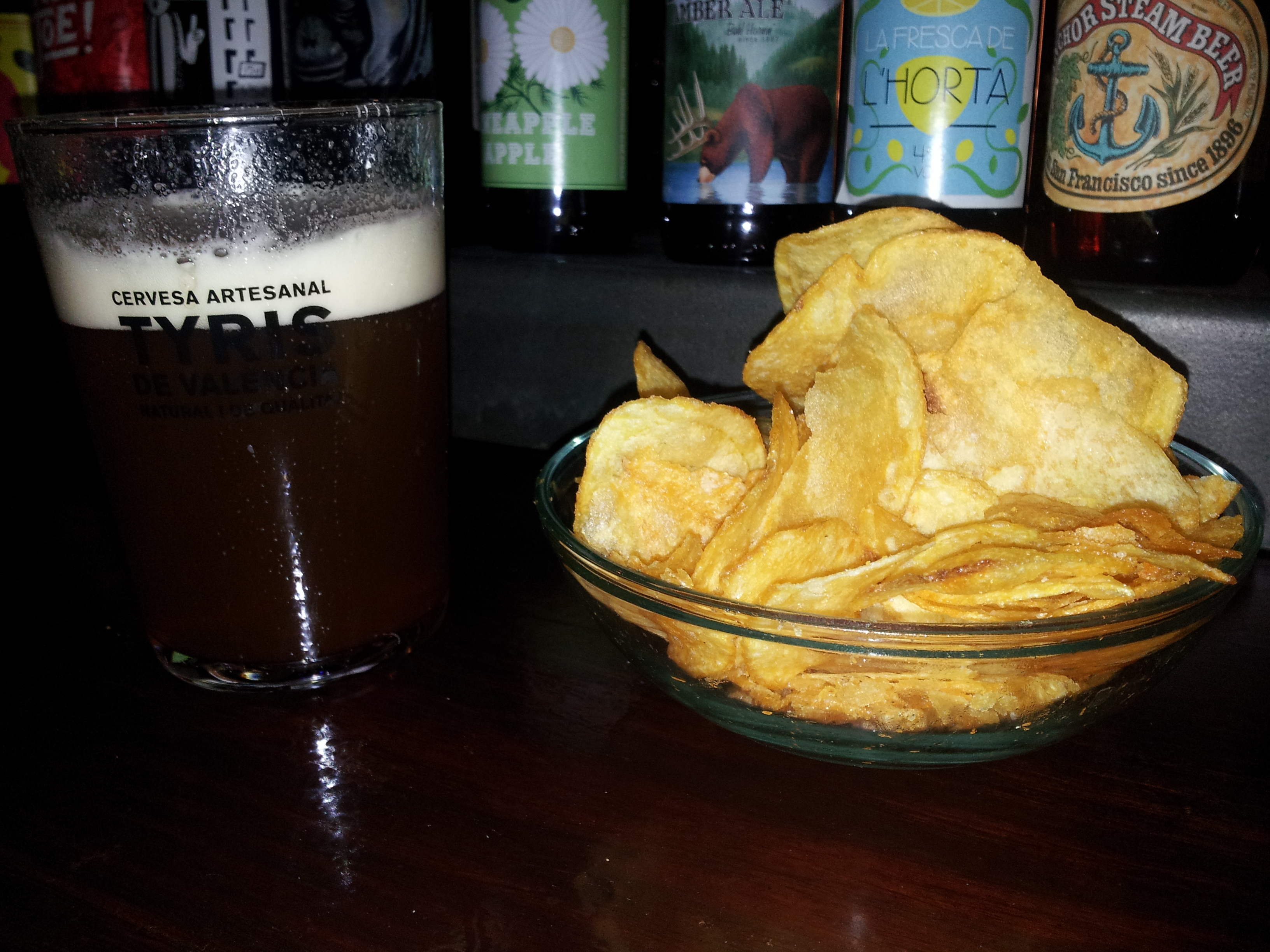
Patatine servite con birra scura

La tabella che segue riporta il valore energetico e la composizione delle patatine fritte (per 100 g di prodotto):
| Energia (Kcal) | Grassi(g) | Carboidrati(g) | Proteine (g) | Fibre (g) | Acqua (g) | Colesterolo (mg) |
| 512            | 36,4      | 58             | 5,4          | 3,2       | 12,1      | 0                |

La patatine fritte in sacchetto vengono di solito considerate cibo spazzatura.